# FemininuM
FemininuM var en gruppe bestående af Michala Iben Riis-Vestergaard (født 16. oktober 1986) og Freja Eva Lockenwitz (født 1. januar 1987). FemininuM vandt De Unges Melodi Grand Prix 2000 (Børne1'erens melodi grand prix) med sangen Sort sort snak.